# Havtornsudd

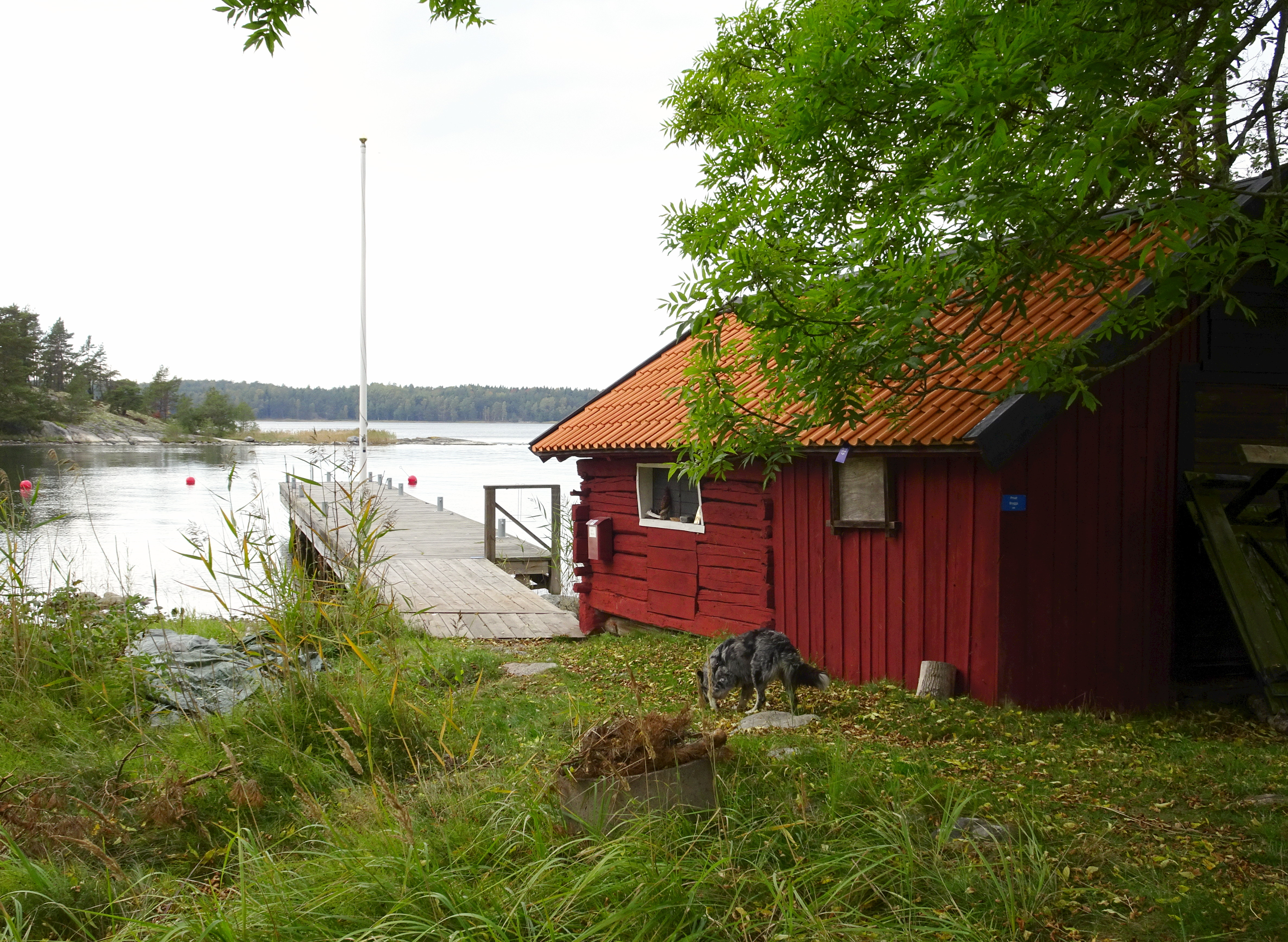
Skärgårdsbrödernas sjöbod, 2017.

Havtornsudd är en halvö av Gålö i Stockholms skärgård i Haninge kommun, Stockholms län. Havtornsudd begränsas i norr av Skälåkersviken och i syd av Fåglaröfjärden. Havtornsudd är även namnet på det där belägna fiskartorpet från 1600-talet. Udden är en del av Gålö naturreservat.

## Torpet

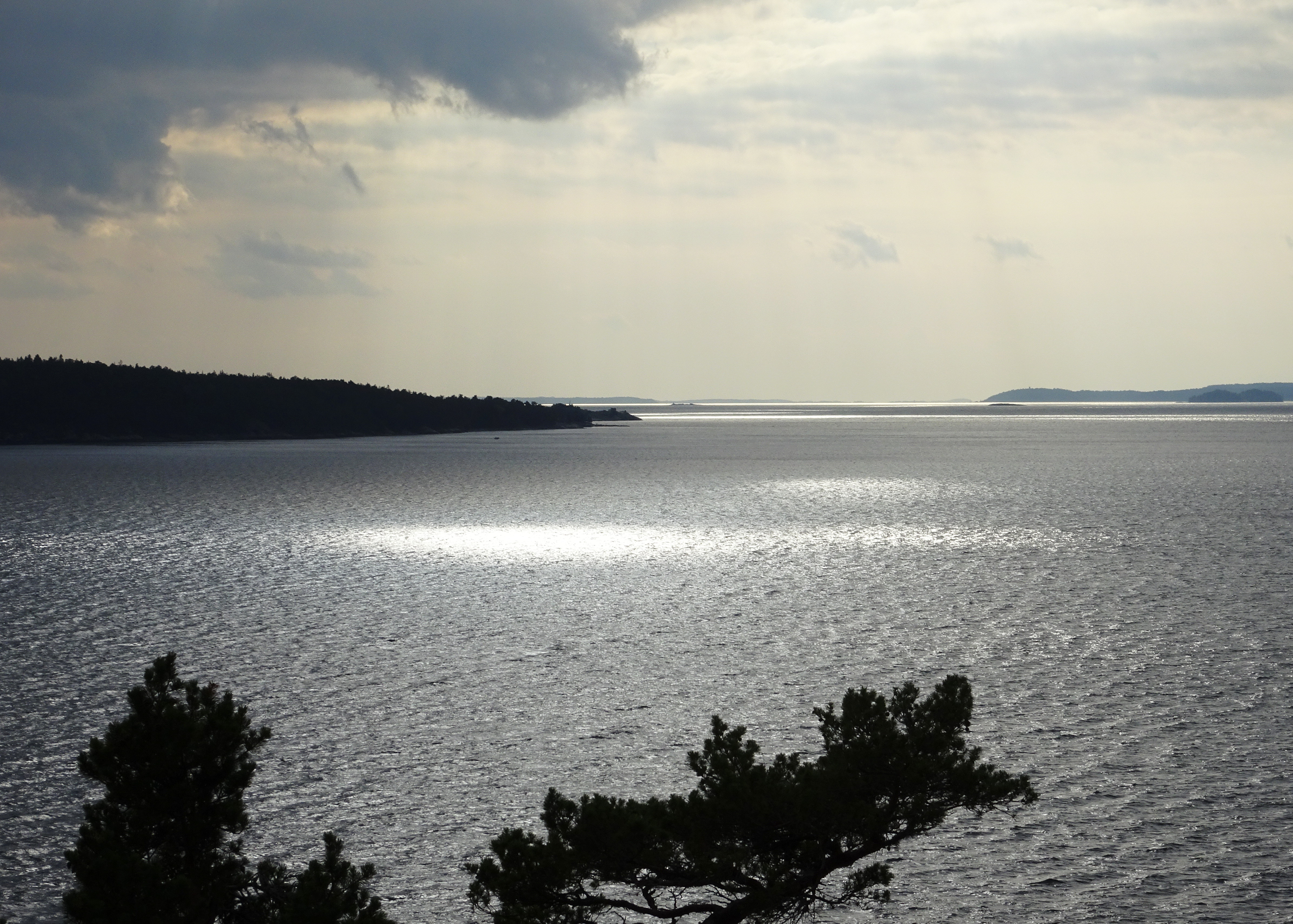
Vy över Fåglaröfjärden mot sydväst från Havtornsuddslingans högsta punkt.

Udden är uppkallad efter fiskartorpet Havtornsudd som ligger vid Skälåkersviken och lydde under Stegsholms gård som i sin tur var en utgård till Årsta gods. Torpet omnämns som Havsörsudd redan i mantalslängden från 1660-tal och hade detta namn fram till 1820. Det är alltså havsörnen som gav torpet och udden sina namn. 
Fram till 1890-talet fanns här barn från ”Prins Carls uppfostringsinrättning för fattiga barn”. Inrättningen hade förvärvat Gålö 1860 och låtit bygga några nya gårdar eller renoverade befintliga ställen. Havtornsudd fick då ett nytt bostadshus. Den sista bofasta familjen bodde på Havtornsudd fram till 1930. Bebyggelsen, som består av bostadshus, sjöbodar, källare och bryggor, disponeras idag av Skärgårdsbröderna och hyrs ut av Skärgårdsstiftelsen.

## Udden
Själva udden var ursprungligen en långsmal ö som skiljdes från Gålö av ett sund. Genom landhöjningen växte ön så småningom ihop med Gålö. Södra sidan mot Fåglaröfjärden domineras av branta klippor medan norra sidan mot Skälåkersviken har en övervägande flack strandlinje. På uddens hällmark trivs knotig tallskog och i ekdungen nära torpet växer kungsängsliljan och buskstjärnblomman om våren. Båda arterna är inplanterade en gång i tiden, men har spritt sig. 
Runt Havtornsudd sträcker sig den 4,5 kilometer långa Havtornsuddslingan. På flera ställen finns badklippor och mot syd har besökaren storslagna vyer över Fåglaröfjärden och Mysingen. Utanför uddens sydöstra sida ligger Havtornsklippan med Gålö fyr. Havtornsudd är en bra plats för att skåda sträckande sjöfågel under tidig vår då stora flockar ejder och alfågel samlas utanför udden.

## Begravningsplats
På landtungan mellan östra och västra Havtornsudd finns en begravningsplats från historisk tid. Den består av 24 gravar varav en utgrävdes 1966. Man fann då "svaga spår" efter en träkista, 17 järnspikar vid kistans ändar, och sex runda, flata tennknappar samt fragment av en kritpipa och en tennhake. Föremålen tillvaratogs men det illa bevarade skelettet ligger kvar i den igenfyllda graven. Allt talar för att det är ryska soldater som vilar här.

## Bilder

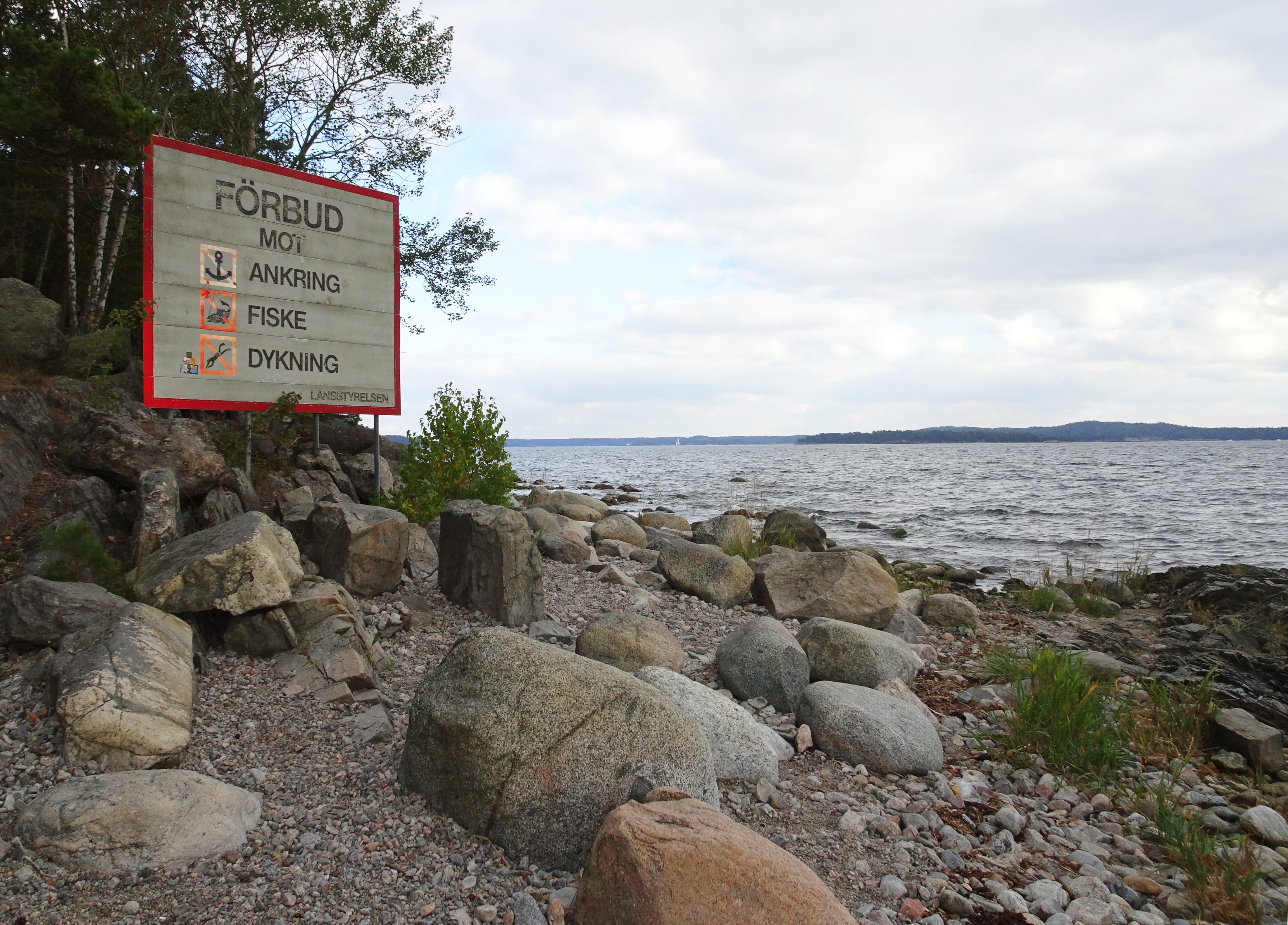
Havtornsuddslingan, södra avsnittet.
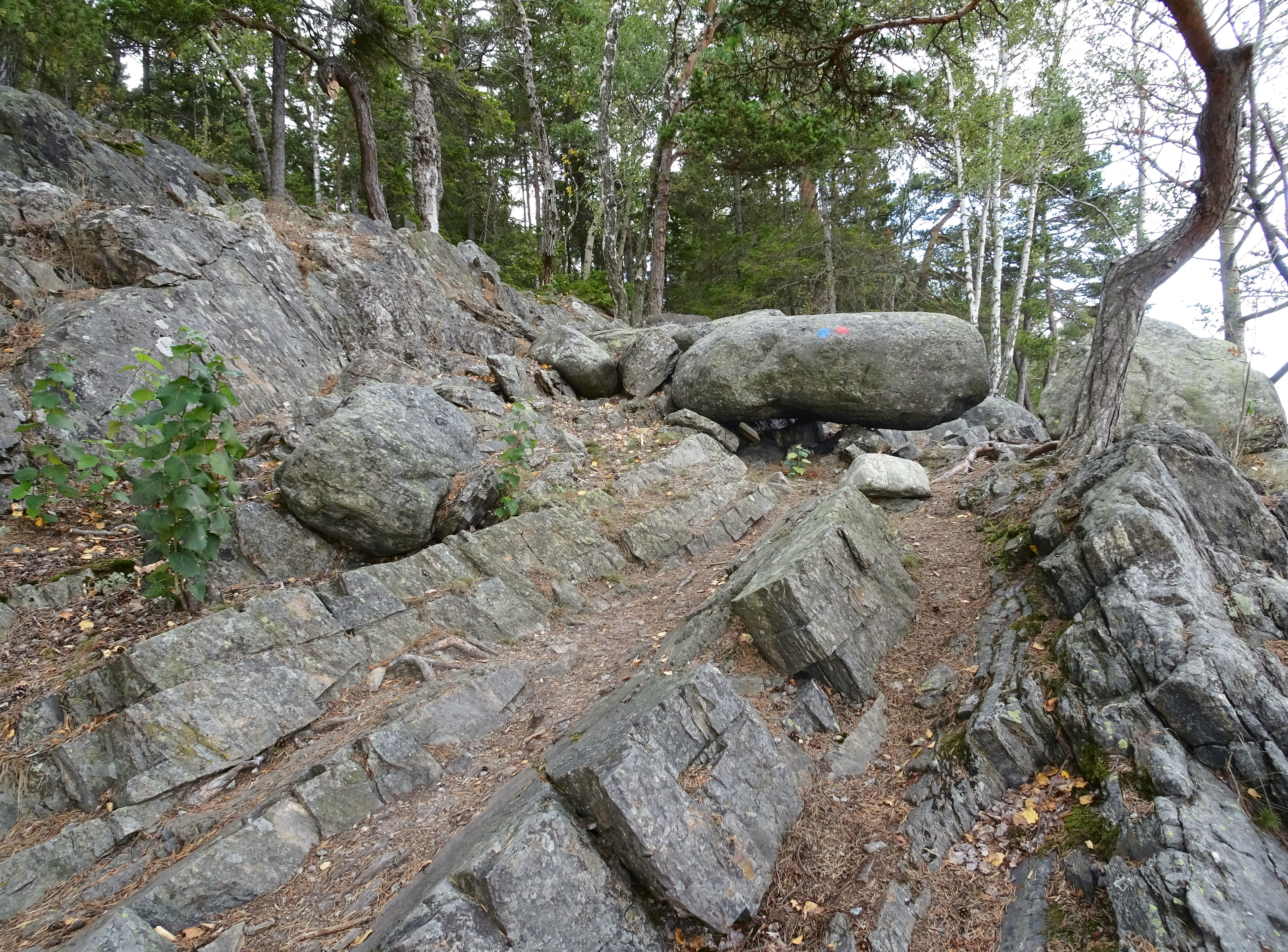
Havtornsuddslingan, södra avsnittet.
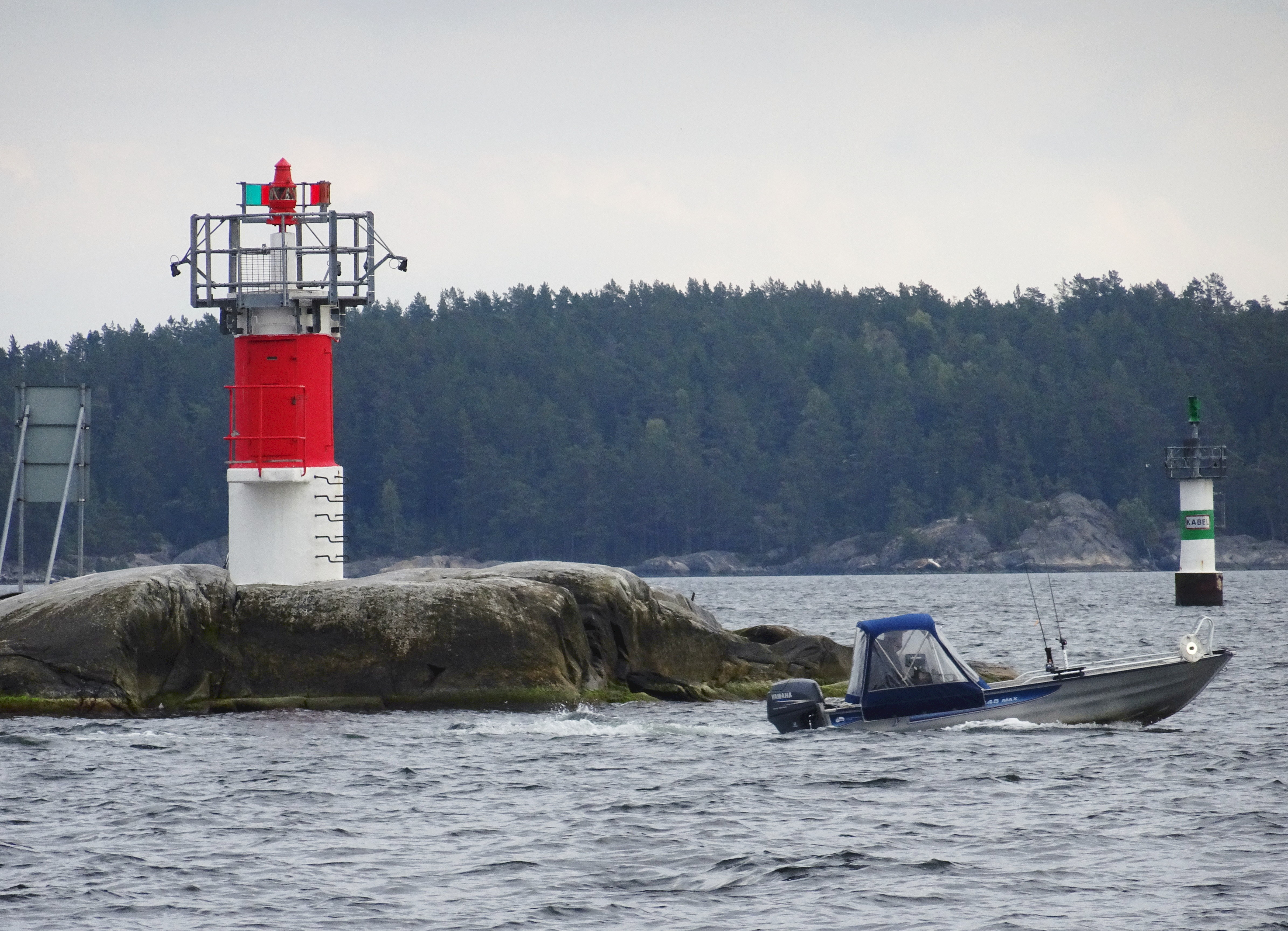
Gålö fyr med sjömärket Johannisgrund i bakgrunden.
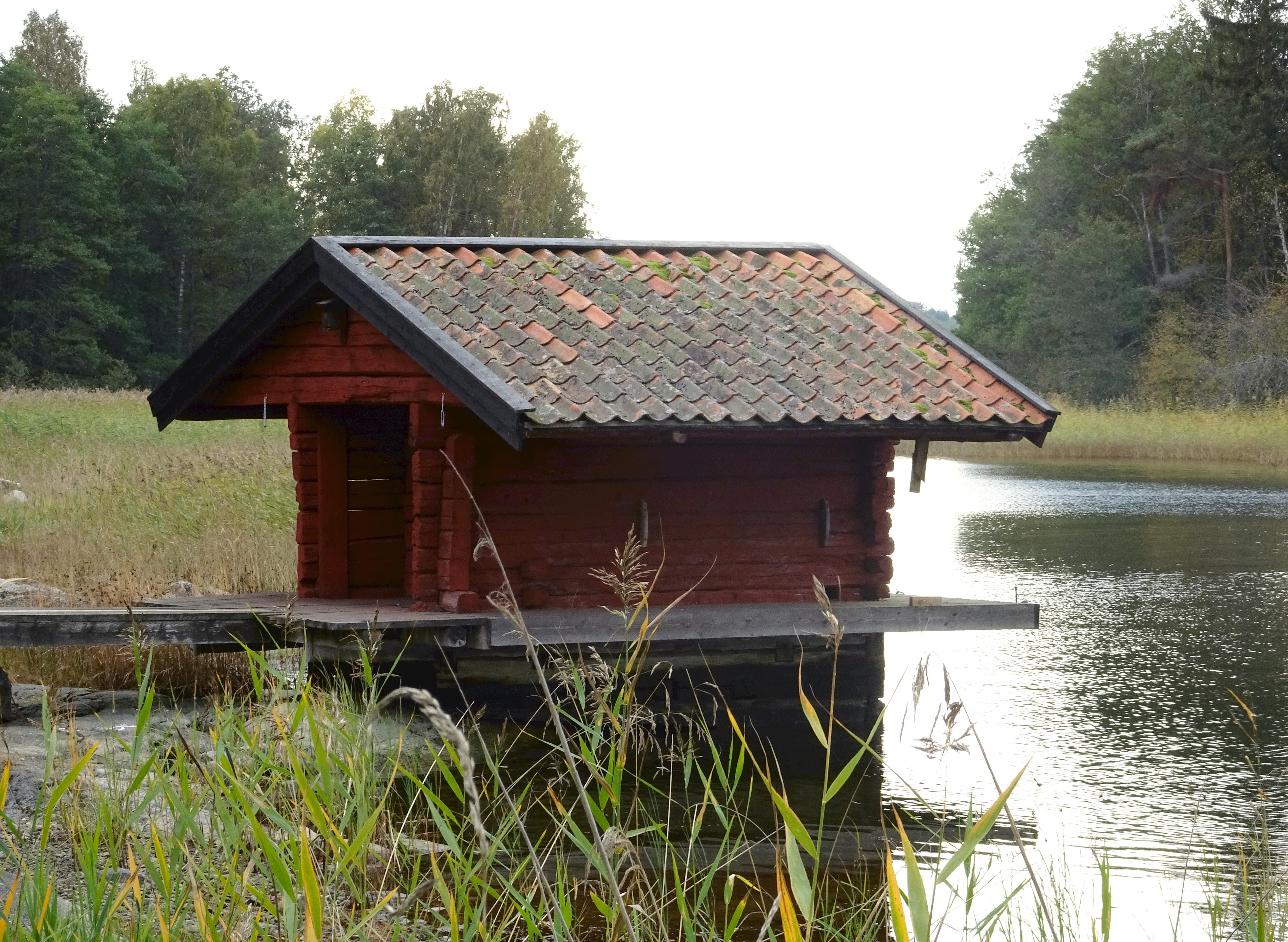
Sjöbod vid torpet Havtornsudd.
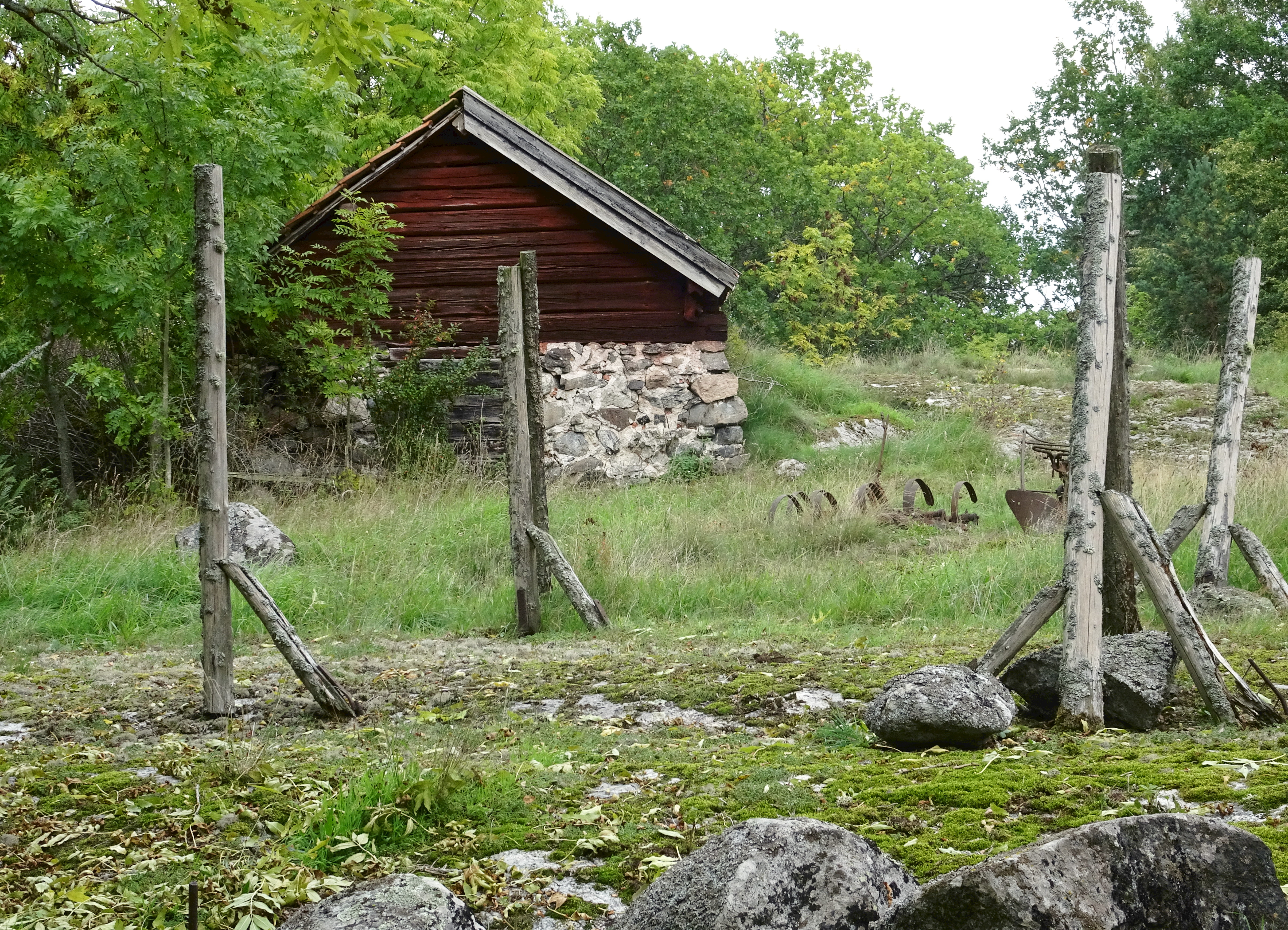
Källaren vid torpet Havtornsudd.